# اچ‌ام‌ای‌اس هوئون (دی۵۰)
اچ‌ام‌ای‌اس هوئون (دی۵۰) (به انگلیسی: HMAS Huon (D50)) یک کشتی بود که طول آن ۲۵۹ فوت ۹ اینچ (۷۹٫۱۷ متر) بود. این کشتی در سال ۱۹۱۴ ساخته شد.